# Sogyal Rinpoché
Rinpoché
Tertön Sogyal
Sogyal Rinpoché (tibétain : བསོད་རྒྱལ་རིན་པོ་ཆེ་, Wylie : Bsod-rgyal Rin-po-che) (aussi appelé Sogyal Lakar Rinpoché), né en 1947 à Tréhor au Kham et mort le 28 août 2019 à Bangkok en Thaïlande, est un lama tibétain exilé en 1956 ayant reçu une éducation dans la tradition nyingma du bouddhisme tibétain puis occidentale en Inde et en Angleterre.
Il est l'auteur d'un ouvrage ayant connu un succès international, Le Livre tibétain de la vie et de la mort, inspiré en partie du Bardo Thödol. Sogyal Rinpoché, qui a commencé à enseigner en Occident en 1974, y donne des conférences publiques ou conduit des retraites d'étude et de pratique du bouddhisme tibétain. Ses communications dans des colloques internationaux portent notamment sur l'accompagnement spirituel des mourants, mais aussi sur le bouddhisme tibétain dans le monde moderne, la recherche de la paix et de la stabilité, le bonheur et ses sources.
Sogyal Rinpoché et ses disciples ont fondé les Centres Rigpa, un réseau international de centres bouddhistes dont il est le conseiller spirituel. L’organisation comprend 130 centres répartis dans 41 pays.
À partir de 1994, des accusations de mauvais traitements de nature sexuelle, physique et émotionnelle portées par d'anciens disciples et des journalistes, alimentent des controverses sur son attitude vis-à-vis de ses proches collaborateurs ainsi que sur son mode de vie. En novembre 1994, en Californie, il fait l'objet d'une plainte de la part d'une ancienne disciple, qui réclame 10 millions de dollars. Les poursuites judiciaires engagées au civil se terminent en décembre 1995 par un règlement amiable et financier. En octobre 2016, Rigpa France dénonce une campagne d'attaques médiatiques puis, en juillet 2017, à la suite d'une lettre de dénonciation publiée par des membres, déclare que les mauvais traitements n'ont pas de place dans leur communauté et que Sogyal Rinpoché prend un temps de retraite et de réflexion. Le 1er août, le dalaï-lama prononce la disgrâce de Sogyal Rinpoché,. Le 11 août, Sogyal Rinpoché démissionne de la direction de Rigpa, la laissant à un groupe d'anciens étudiants et de lamas tibétains. Il a cependant démenti ces dernières accusations, lesquelles n'ont mené à aucune plainte, ni procès devant un tribunal.
Il se retire à Bangkok en Thaïlande où, traité pour un cancer diagnostiqué en septembre 2017, il meurt en 2019.

## Biographie

### Naissance et éducation au Tibet (1947-1956)

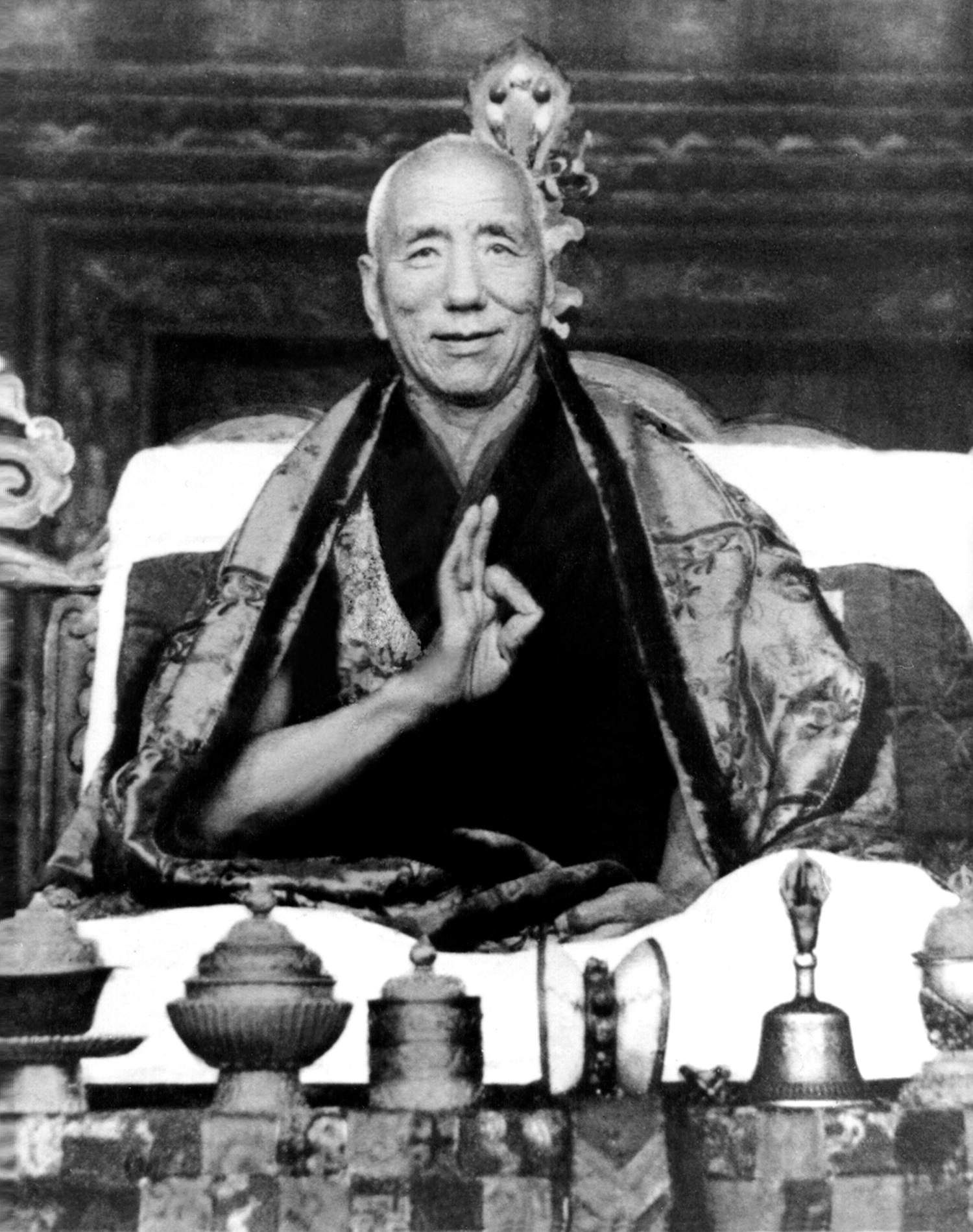
Jamyang Khyentsé Chökyi Lodrö, premier maître de Sogyal Rinpoché.

Sogyal Lakar Rinpoché est né en 1947 dans la région de Tréhor dans la province du Kham (Tibet oriental), de Péma Tséring Wangmo, sœur aînée de Khandro Tséring Chödrön, de la famille Lakar (des négociants), et de Jamga, neveu de Dilgo Khyentsé Rinpoché. Il est très tôt considéré par Jamyang Khyentsé Chökyi Lodrö comme un des tulkou de Tertön Sogyal (1856-1926), un des maîtres spirituels de Jamyang Khyentsé Chökyi Lodrö et du 13e dalaï-lama, Thubten Gyatso (selon Rob Hogendoorn, un universitaire et bouddhiste néerlandais, la mère de Sogyal Rinpoché serait l'unique source de cette affirmation, pour d'autres auteurs, la source est Jamyang Khyentsé Chökyi Lodrö,). Le 7e Dzogchen Rinpoché est son demi-frère, le 16e karmapa, son oncle. À l'âge de 6 mois, l'enfant est confié par sa mère à la sœur de celle-ci, Khandro Tsering Chodron, laquelle est l'épouse spirituelle d'un éminent lama tibétain, Jamyang Khyentsé Chökyi Lodrö. Celui-ci dès lors l’élève comme son propre fils et supervise son éducation de lama au monastère de Dzongsar.
En 1950, l'Armée populaire de libération chinoise pénètre au Tibet oriental. Jamyang Khyentsé Chökyi Lodrö décide de partir de son monastère de Dzongsar au cours de l'été ou de l'automne 1956. Sous prétexte d'un pèlerinage pour le Tibet Central, il part, accompagné seulement d'une cinquantaine de personnes, dont Sogyal Rinpoché et une partie de sa famille, laissant derrière eux la plupart de leurs possessions, textes et objets sacrés.
À leur arrivée à Lhassa, ils rencontrent au Potala pour la première fois le 14e dalaï-lama, Tenzin Gyatso,. Ils continuent leur pèlerinage en se rendant à Tsourphou, Mindroling, Samyé Chimphu et Lhodrak (lieu particulièrement sacré et lié à l'histoire de Padmasambhava au Tibet), où Jamyang Khyentse présente le jeune Sogyal Rinpoché à la nature de l'esprit au cours d'une cérémonie traditionnelle, lui conférant ainsi toutes les bénédictions de la lignée et du dzogchen.

### Exil en Inde et au Sikkim (1956-1971)

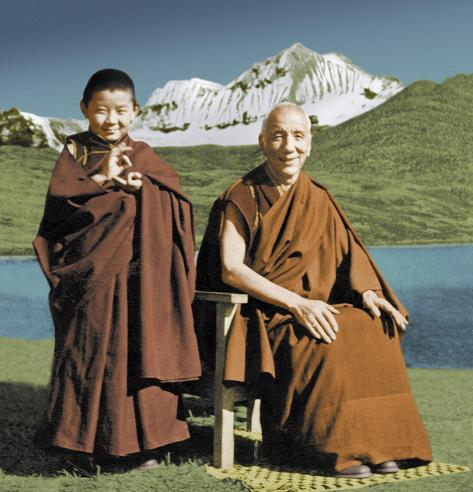
Sogyal Rinpoché avec son maître Jamyang Khyentsé Chökyi Lodrö, à Kalimpong, à la fin des années 1950.

Ils arrivent fin 1956 en Inde, se rendant à Tso Péma et Bodhgaya et dans d'autres lieux sacrés du bouddhisme. Ils s'établissent finalement à Gangtok, capitale du Sikkim, à l'invitation du roi ou chögyal du Sikkim Tashi Namgyal.
Après le décès de son lama-racine, Jamyang Khyentse Chökyi Lodrö, au Sikkim en 1959, Sogyal Rinpoché continue à y étudier avec d'autres maîtres comme Khenpo Appé, Khenpo Lodrö Zangpo et Gyaltön Rinpoché. À cette époque il apprend aussi la calligraphie tibétaine avec Drungyik Tsering Tashi.
Il est élève ensuite à l'école primaire catholique de  Kalimpong, l'école Saint-Augustin (en), où il apprend l'anglais avant d'étudier la philosophie et de décrocher le baccalauréat au Collège Saint-Étienne, un établissement anglican relevant de l'Université de Delhi.

### Études en Angleterre (1971-1973)
En 1971, Sogyal Rinpoché obtient une bourse pour aller en Angleterre étudier la religion comparée au Trinity College de l'université de Cambridge mais ne décroche aucun diplôme. C'est dans cette ville qu'il fait la connaissance d'une jeune étudiante du bouddhisme, Mary Finnigan (laquelle toutefois devait par la suite devenir son principal détracteur après avoir été son disciple jusqu'en 1979). Grâce à elle, et fort de sa maîtrise de l'anglais, il prodigue ses premiers enseignements à Londres et fait de nombreux adeptes, séduits par son côté exotique et son assurance. Un don de 100 000 livres de la part de John Cleese, lui permet d'ouvrir un premier centre à Londres.
Il poursuit aussi ses études et sa pratique du bouddhisme tibétain avec d'autres grands maîtres de la tradition nyingma, notamment Dilgo Khyentse Rinpoché, Dudjom Rinpoché et Nyoshül Khenpo Rinpoché. Lors de leur venue en Occident, il leur sert souvent d'assistant et de traducteur.
En 1973, il aide à l'organisation du premier séjour du 14e dalaï-lama en Occident. Il l'accompagne notamment à Rome pour sa rencontre avec le pape Paul VI, puis en Suisse et en Angleterre,.

### Premiers enseignements et création de Rigpa (1974-1979)
À partir de 1974, Sogyal Rinpoché commence à enseigner à Londres, où il aborde déjà le thème de la mort, puis en France et traduit souvent pour Dudjom Rinpoché, qu'il accompagne aux États-Unis en 1976, en tant qu'assistant et traducteur.
En août 1977, il crée avec ses disciples son premier centre du Dharma, appelé Dzogchen Orgyen Chöling à Kilburn, Londres. De nombreux grands maîtres de toutes les traditions du bouddhisme tibétain y enseigneront, notamment Dudjom Rinpoché, Sakya Trizin, le 16e karmapa et Tulku Urgyen Rinpoché.
Dudjom Rinpoché demande à Sogyal Rinpoché de diriger son centre en France, au no 22 de la rue Burq à Paris, dans le 18e, qui ouvre en septembre 1978. En 1979, Sogyal Rinpoché donne le nom de Rigpa — un terme tibétain signifiant la « nature ultime de l'esprit » — à son organisation,.

### Poursuite des enseignements (1980-2006)

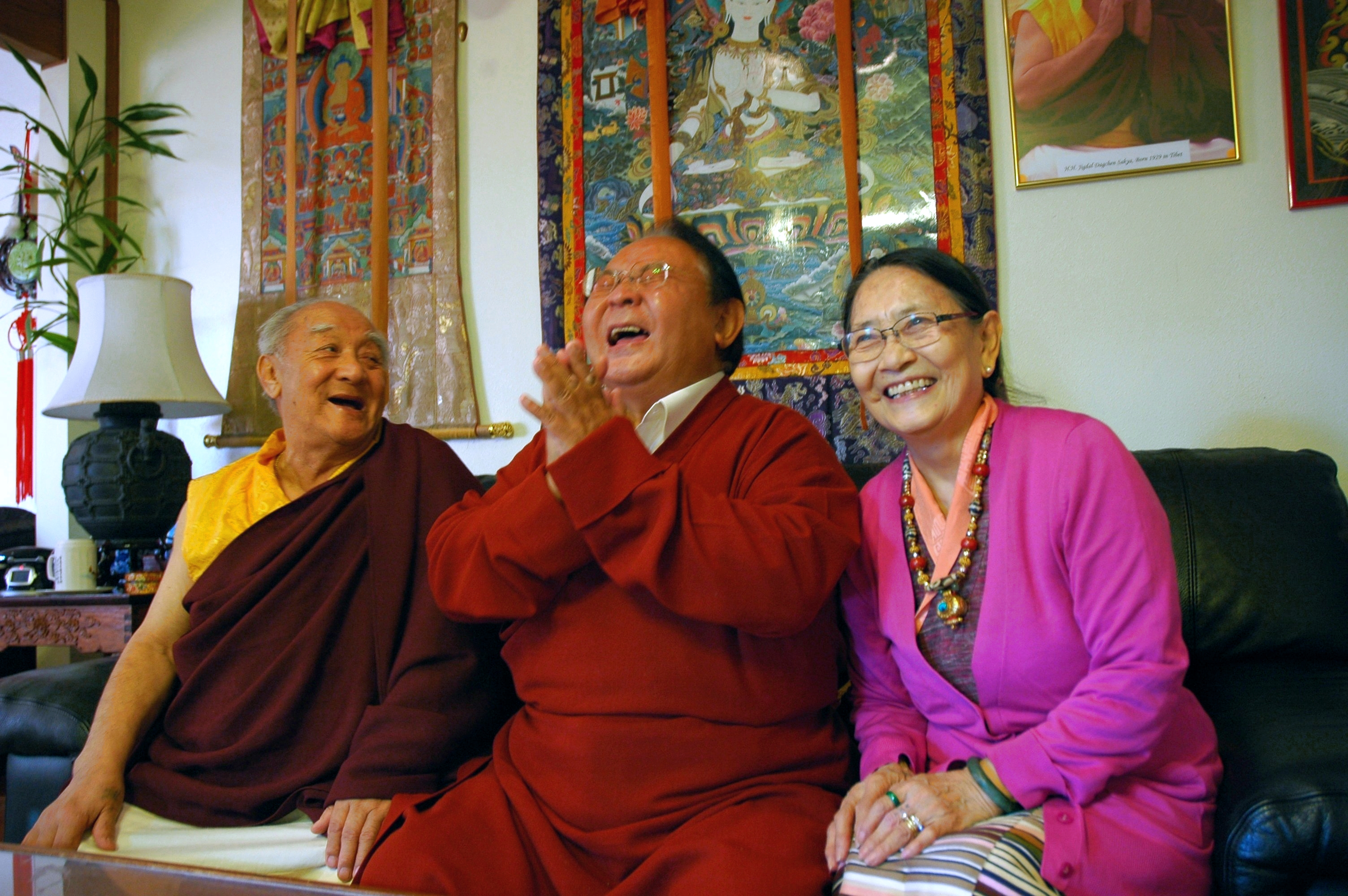
Jigdal Dagchen Sakya, Sogyal Rinpoché et Dagmola Sakya en 2009.

En 1980, Sogyal Rinpoché enseigne aux États-Unis, aux Pays-Bas et en Irlande, ainsi qu'en France et au Royaume-Uni.
Sogyal Rinpoché, comme d'autres lamas tibétains, acquiert la nationalité française.
À la requête de Sogyal Rinpoché et de Rigpa, le 14e dalaï-lama donne en 1982, à la pagode de Vincennes à Paris, la transmission de pouvoir de Padmasambhava et de ses huit manifestations, à partir des visions pures du 5e dalaï-lama.
Rigpa invite aussi le dalaï-lama en de nombreuses autres occasions, notamment en 1984 à Londres, où il donne une journée d'enseignement Dzogchen, et en 1989 à San José, où il donne deux jours d'enseignement Dzogchen.
En 2010, Sogyal Rinpoché fonde l'Institut Tenzin Gyatso aux États-Unis pour promouvoir la volonté du dalaï-lama d'un dialogue entre science et spiritualité.

### Genèse et publication duLivre tibétain de la vie et de la mort(1983-1992)
En novembre 1983, Sogyal Rinpoché donne une conférence à l'université de Californie à Santa Cruz, au colloque « New Dimensions in Care for the Dying », au côté d'Elisabeth Kübler-Ross et de Kenneth Ring,. Il ajoute l'éclairage du livre des morts tibétain et du bouddhisme tibétain au travail pionnier d'Elisabeth Kübler-Ross et de Raymond Moody sur la mort,,. Il commença alors à donner des conférences internationales sur la philosophie tibétaine sur la mort, ce qui amena le public à lui demander un livre relatif à ses enseignements. Sogyal Rinpoché se donna le temps d'une évolution de son enseignement avant d'accepter d'écrire l'ouvrage.
En 1992, il publie Le Livre tibétain de la vie et de la mort, co-rédigé par Patrick Gaffney et Andrew Harvey, des disciples anglais de longue date, à partir des enseignements du maître,. Le dalaï-lama y contribue par une préface empreinte de joie. Sogyal Rinpoché y présente la façon dont la sagesse et la compassion enseignées par le bouddhisme peuvent être utilisées pour prendre soin des personnes en fin de vie. Elisabeth Kübler-Ross et Raymond Moody sont cités dans l'ouvrage.

### Création du centre de retraite puis du temple de Lérab Ling en France (1991-2008)

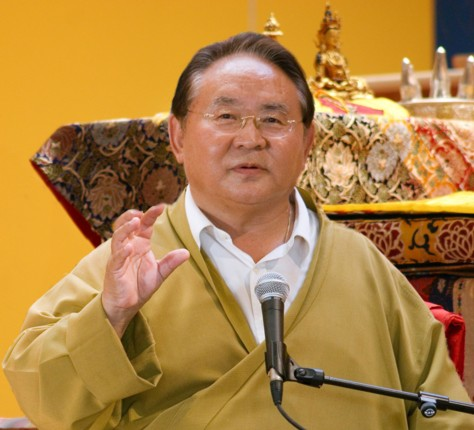
Sogyal Rinpoché donnant un enseignement à Lerab Ling (France) en 2006.

En 1991, Sogyal Rinpoché crée, à l'aide de ses étudiants, le centre de retraite international de Lérab Ling près de Lodève, dans le Nord du département de l'Hérault. La construction du temple dénommé Palri Péma Ösel Dargyé Ling, qui abrite l'Institut de sagesse et de compassion, est achevée en 2006. Le temple de Lerab Ling est inauguré par le 14e dalaï-lama, le 22 août 2008 en la présence de la première dame de France Carla Bruni-Sarkozy, du chef de la diplomatie française Bernard Kouchner et de sa secrétaire d'État Rama Yade,,.

### Activités en Irlande (2007-2009)
En 2007, Sogyal Rinpoché devient le directeur spirituel du centre d’accompagnement spirituel de Déchen Shying destiné aux personnes malades ou mourantes, à Dzogchen Beara (en), en Irlande.
En avril 2009, à Killarney, en Irlande, Sogyal Rinpoché fait un exposé intitulé The Heart of Compassion au colloque sur le thème « Compassion et présence - l'accompagnement spirituel pendant la vie et en fin de vie » organisé par son association Rigpa.

### Enseignements en Inde et au Bhoutan

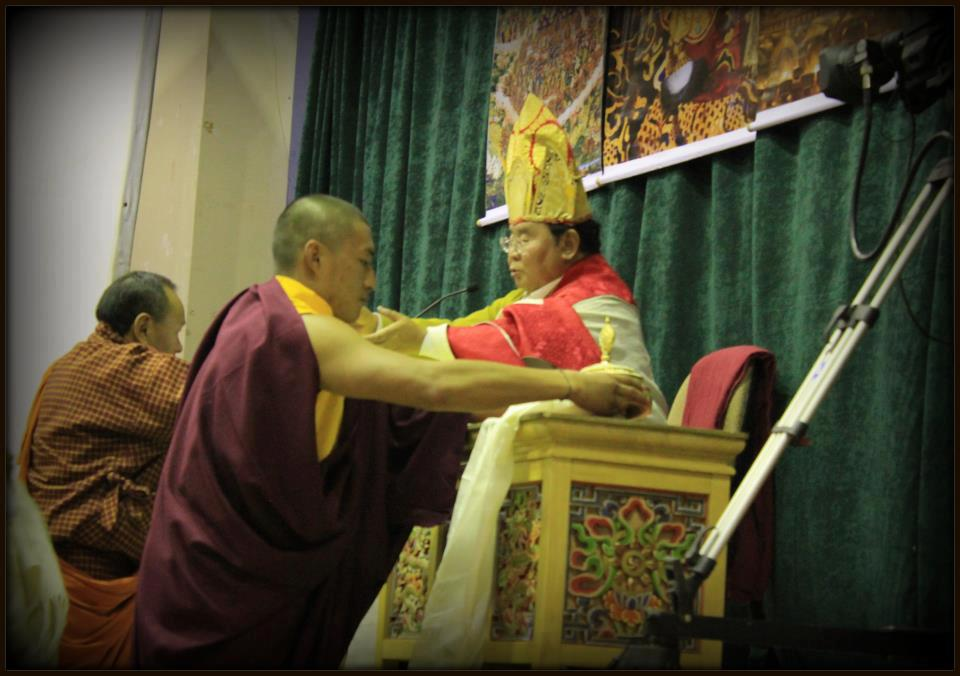
Sogyal Rinpoche effectuant un rituel d'initiation bouddhique au Bhoutan.

Sogyal Rinpoché enseigne régulièrement en Inde, en particulier à Delhi à la Fondation pour la responsabilité universelle. Il enseigne également dans les régions himalayennes du Sikkim, où il a vécu une partie de son enfance, et au Bhoutan. Il donne des enseignements tous les ans au Bhoutan depuis 2007, qui sont aussi régulièrement diffusées à la télévision là-bas. Le premier Premier ministre du Bhoutan élu et champion de sa philosophie du bonheur national brut, Lyonchen Jigme Thinley Yoser, assiste régulièrement à ses enseignements. Sogyal Rinpoché a déclaré avoir décidé de faire de l'enseignement au Bhoutan une priorité car c'est le dernier pays bouddhiste Vajrayana indépendant du monde. Il a également dit que « les jeunes d'aujourd'hui dans la région himalayenne doivent comprendre le Dharma d'une façon pratique » et que « la compréhension du Dharma d'une façon réelle est une partie importante et intégrante du développement du Bhoutan ».
En 1998, Sogyal Rinpoché s'est vu officiellement offrir le trône du propre monastère de Tertön Sogyal au Tibet, le monastère de Kalzang, par son abbé, Sherab Özer Rinpoché, lors d'une cérémonie en France.

### Conférences et colloques (2004-2012)

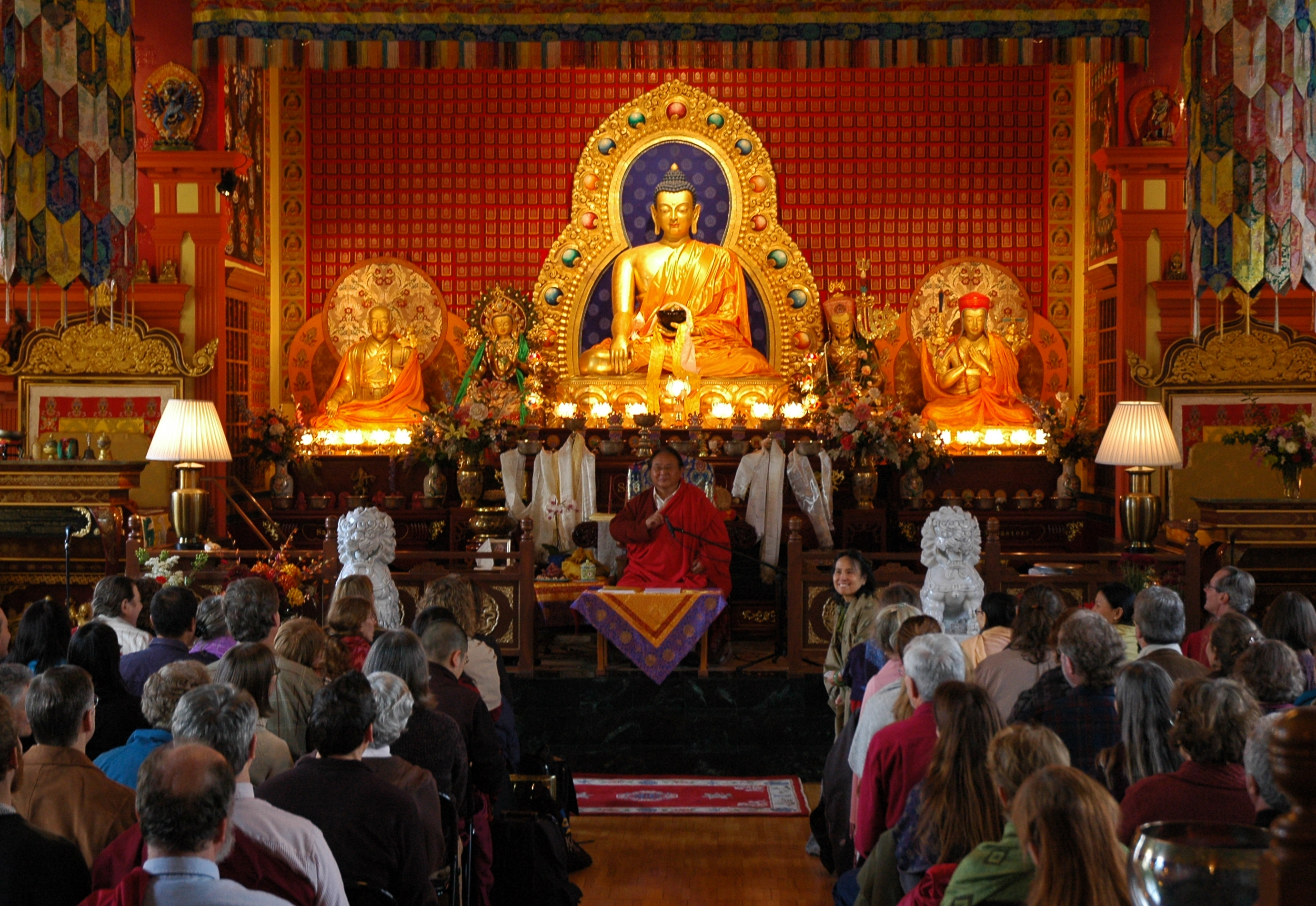
Sogyal Rinpoché donnant une conférence au monastère Sakya du bouddhisme tibétain à Seattle en 2009.

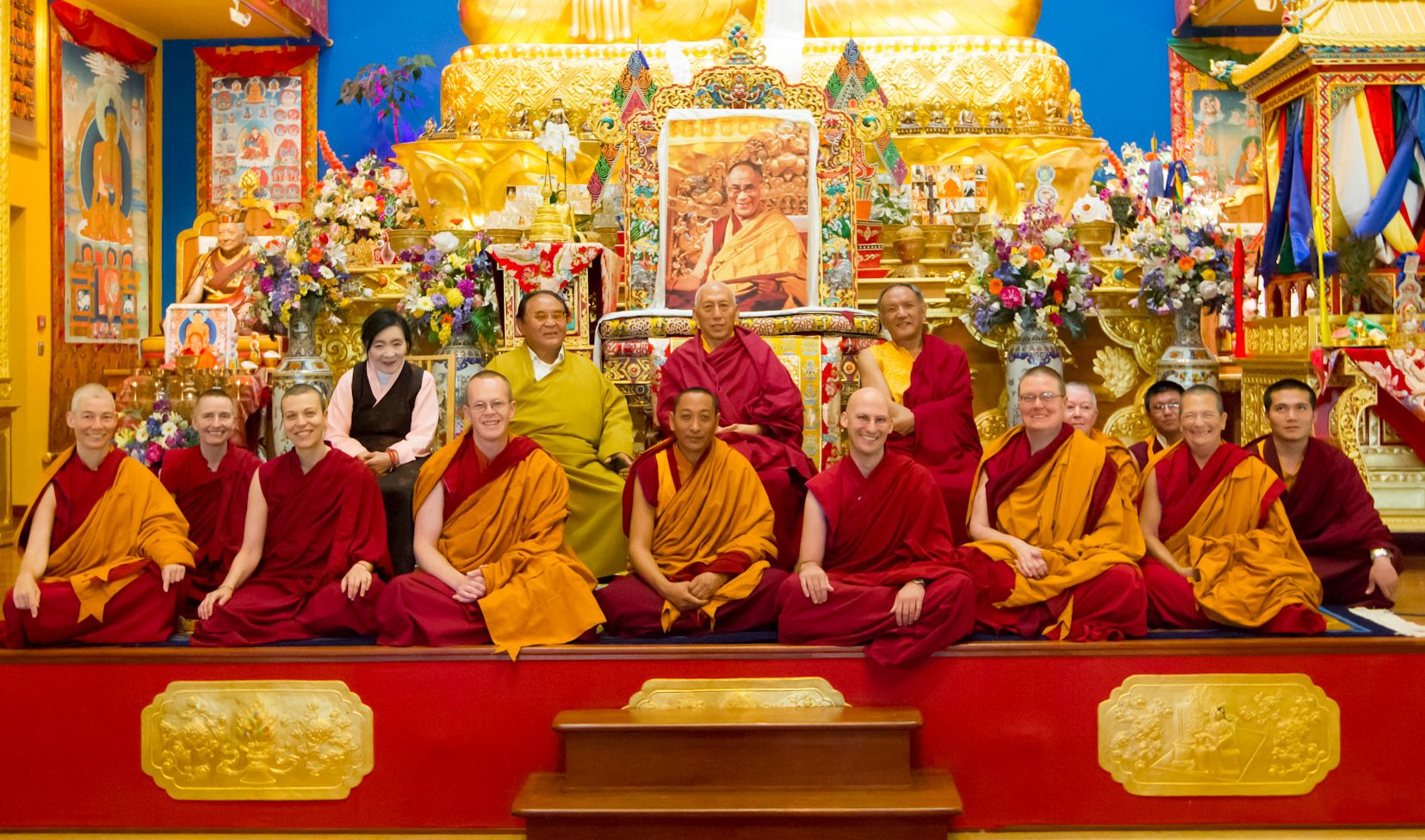
Mayum Tsering Wangmo, Sogyal Rinpoché, Samdhong Rinpoché et Orgyen Tobgyal Rinpoché le 26 août 2012 à Lerab Ling.

En 2004, il est l’un des conférenciers principaux au Parlement des religions du monde, à Barcelone, en Espagne,.
En août 2008, à l’Institut Aspen, à Aspen, dans le Colorado, il converse avec Robert Thurman sur « L’héritage bouddhiste unique du Tibet », au cours du symposium intitulé « Le Dalaï-Lama à Aspen : une célébration de la culture tibétaine ».
En octobre 2010, il prononce le discours d'ouverture du 3e forum international « Bouddhisme et Médecine » qui se tient à Lerab Ling sous son égide,.
La même année, il présente avec Robert Thurman un exposé sur « Le bouddhisme tibétain dans la culture occidentale moderne » à la Conférence Internationale sur le bouddhisme tibétain qui a lieu à l’université Emory.
En 2011, il est l’un des intervenants à la Congrégation bouddhiste mondiale, à Delhi, dont le thème était « la résilience du bouddhisme et sa capacité d’apporter des solutions aux questions les plus urgentes du monde moderne ».
En 2012, il participe au colloque de Sydney sur « le bonheur et ses causes ».

### Mort
Sogyal Rinpoché meurt en Thaïlande à l'âge de 72 ans, le 28 août 2019, d'une embolie pulmonaire. Il était traité pour un cancer du côlon, diagnostiqué en septembre 2017.

## Accusations de mauvais traitements
En novembre 1994, en Californie, Sogyal Rinpoché fait l'objet d'une plainte pour « mauvais traitements physiques, psychiques et sexuels » déposée par une personne sous le pseudonyme de Janice Doe, qui réclame alors 10 millions de dollars. Les poursuites judiciaires engagées au civil se terminent en décembre 1995 par un règlement amiable et financier dont ni les termes, ni les détails de l'affaire ne sont rendus publics,.
Cette même année, le 14e dalaï-lama avait encouragé les disciples qui trouvaient à se plaindre du mauvais comportement d'un maître oriental ou occidental à le faire savoir, « jusque dans les journaux, si nécessaire ». De son côté, le secrétaire du dalaï-lama, Tenzin Geyche Tethong, avait déclaré que ce qu'avaient vécu certaines des étudiantes qui s'étaient plaintes de différents maîtres était terrible et regrettable,,,. Sandra Pawula, porte-parole de Rigpa à Santa Cruz en Californie, tout en ne souhaitant pas commenter les allégations, déclare que Sogyal Rinpoché n'est pas marié et ne prétend pas être un moine célibataire.
En 1995, le Daily Telegraph rapporte que d'autres étudiantes de Sogyal Rinpoché se sont senties obligées d'avoir des relations sexuelles avec lui.
Tout en déclarant que Sogyal Rinpoché est un célèbre enseignant du bouddhisme tibétain et qu'il est avec son organisation Rigpa un acteur de premier plan dans l'industrie naissante des soins palliatifs, Dialogue Ireland, une association de défense et d'information sur le phénomène sectaire, s'inquiète de la face sombre de Sogyal Rinpoché à la suite d'une déclaration en 1997 d'une assistante française de ce dernier sur les outrages qu'elle aurait subis.
En 2000, le journaliste irlandais, Eoghan Harris (en) publie, dans le Sunday Times, un article soutenant sans réserve Sogyal Rinpoché. Questionné sur son soutien, il répond : « Je ne doute pas que Rinpoché, comme d’autres prêtres, pasteurs ou gourous, drague les femmes. Mais il drague des adultes. Ce n’est pas bien, mais ce n’est pas inhabituel et ça n’a aucun impact sur le message du bouddhisme ».
À la suite d'une émission sur le sujet en mai 2011, Sex scandals in religion, dont le troisième épisode In the name of enlightenment aborde cette affaire, diffusée sur Vision TV, Rigpa publie un communiqué indiquant qu'elle ne « trouve pas très utile de rentrer dans un débat public via une chaîne de télévision sur les expériences d'un individu », « confiante dans la sincérité, l'authenticité et la conduite de Sogyal Rinpoché », l'ayant seulement vu « agir pour le bien de toute personne », mais qu'elle « prend très au sérieux toute allégation de conduite incorrecte »,.
En 2011, Élodie Emery, journaliste à Marianne, dénonce les dérives de Sogyal Rinpoché, parmi lesquelles les humiliations publiques de ses collaborateurs, des plaisanteries racistes et le fait qu'il n'hésite pas à prononcer « Heil Hitler » en public. Cette même année, Mary Finnigan déclare que certains cyniques expliquent le silence entourant le comportement du maître par le fait qu'une partie de l'argent qui afflue vers lui va à la cause tibétaine.
Pour Olivier Raurich, bras droit et traducteur de Sogyal Rinpoché et ancien président de Rigpa France, Sogyal Rinpoché « aime le luxe, la mode, les films américains violents ; l'écologie et les questions sociales ne l'intéressent pas du tout »,. À Lérab Ling, à ce que rapporte le journaliste Mick Brown, Sogyal logeait dans un chalet aux lambris en bois de cèdre et disposait d'une piscine personnelle chauffée. Un écran de télévision géant lui permettait de regarder ses films d'action américains préférés. Dans la cuisine, des serviteurs se tenaient prêts, de jour comme de nuit, à lui cuisiner ses plats préférés.

### Livre de Marion Dapsance
En 2016, l'anthropologue Marion Dapsance publie Les Dévots du bouddhisme. Selon le journaliste Olivier Philippe-Viela, elle y décrit Sogyal Rinpoché en « « enfant » ultra-matérialiste gérant Rigpa comme une multinationale », chaque retraite vouée à l'apprentissage dans un centre coûtant plusieurs centaines d'euros, et une partie du travail sur soi consistant à satisfaire les besoins du maître, ce qu'on appelle chez Rigpa lama care. D’anciennes « dakinis » au service du Lama lui auraient raconté que, lors de leur passage dans sa chambre, celui-ci retournait les peintures de divinités pour laisser apparaître des photos de nus, avec un fort intérêt pour la comédienne Emmanuelle Béart.
Selon Éric Rommeluère, la thèse de Dapsance entend dénoncer Sogyal Rinpoché comme un charlatan à l'emprise sectaire, bien qu'aucune plainte n'ait été déposée devant la justice française à l’encontre de Rigpa ou de Sogyal Rinpoché et que la Mission interministérielle de vigilance et de lutte contre les dérives sectaires (Miviludes) n’ait pas donné suite aux articles relayant les accusations.
Olivier Philippe-Viela fait remarquer que « l’auteure des Dévots du bouddhisme ne veut pas utiliser le mot secte : « Certes, il y a une hiérarchisation, avec une sélection par paliers en éliminant les gens au fur et à mesure que l’on se rapproche du maître. C’est le modèle des écoles initiatiques, Rinpoché prenant de grandes libertés avec les enseignements traditionnels. Mais le mot secte n’a pas de définition claire, il est devenu péjoratif et sert surtout à désigner, dénigrer puis exclure un groupe », explique-t-elle. »
De même, Philippe Cornu critique l'ouvrage de Dapsance, écrivant qu'« elle n’a pas enquêté convenablement sur l’histoire des centres Rigpa, fondés par Sogyal Rinpoché ».
Dans une lettre adressée au journal La Croix, Marion Dapsance fait valoir que son enquête est préfacée par l’un des tibétologues contemporains les plus réputés, Charles Ramble (Oxford, EPHE), et que ses propos se fondent sur des faits et sur un savoir universitaire reconnu.

### Lettre d'accusation de huit disciples
En juillet 2017, une lettre est envoyée à 2 000 étudiants consécutivement à un piratage informatique. Le magazine Marianne la publie quelques jours plus tard. Signée de huit très proches disciples de Sogyal Rinpoché — tous membres de Rigpa de longue date, nombre d'entre eux y occupant des postes importants — la lettre détaille les violences, menaces et abus sexuels dont ils ont été témoins de la part de ce dernier et met aussi en cause son train de vie dispendieux, qu'il aurait entretenu en détournant des dons.
Appelé à s'exprimer sur cette lettre collective, Matthieu Ricard, donne une interview en 2017 à Élodie Emery du Magazine Marianne. Selon elle, Matthieu Ricard a « adoubé Sogyal Rinpoché à l'ouverture de son centre en 2008 », mais il déclare ne pas avoir eu connaissance de ces agissements et que : « Les comportements décrits dans cette lettre et dans d’autres témoignages passés sont à l’évidence inadmissibles, du point de vue de la morale ordinaire et à plus forte raison de l’éthique bouddhiste, notamment du fait que les comportements incriminés ont été sources de nombreuses souffrances ». Toutefois, devant la publication d'extraits qui ne reprennent pas l'intégralité des points de vue qu'il avait souhaité exprimer, Matthieu Ricard décide de rendre publique sa lettre dans sa totalité, il y précise s'être rendu trois fois à Lérab Ling en tant qu'interprète, et non à titre personnel.
Le 1er août 2017, lors d’une conférence au Ladakh, en Inde, le dalaï-lama, abordant le problème des inconduites dans les congrégations bouddhistes, a évoqué la situation de Sogyal Rinpoché en ces termes : « Sogyal Rinpoche était un très bon ami. Mais maintenant il est disgracié. Ses propres élèves ont rendu public  [sic] leurs critiques. »,. Le 3 août, l'Union bouddhiste de France suspend Rigpa France et Rigpa Lérab Ling de la liste de ses membres,, avant de lever cette mesure conservatoire en 2019.

### Démission et retraite
Sogyal Rinpoché annonce le 11 août 2017 qu'il démissionne de la direction spirituelle de Rigpa, laissant celle-ci à un groupe d'anciens étudiants et de lamas tibétains.
Rigpa a mandaté le cabinet juridique britannique indépendant Lewis Silkin pour faire la lumière sur les accusations portées contre Sogyal Rinpoché par huit de ses disciples. L'enquête, menée selon une méthodologie d’administration de la preuve propre au droit civil britannique, mais contraire au droit civil français et au droit pénal tant britannique que français confirma pourtant une bonne partie de leurs dires et conclut que « de hauts responsables au sein de Rigpa » avaient mis les étudiants en danger en s'abstenant d'intervenir alors que ces responsables étaient au courant de la conduite du maître. Un des disciples déclara à l'enquêteur qu'il avait été frappé plus de 200 fois sur une période de quatre ans et que si Sogyal Rinpoché s'était disputé avec une petite amie, il claquait la porte et donnait un coup de poing dans le ventre à l'étudiant. Dans la lettre que Sogyal Rinpoché envoya pour décliner l'entretien avec le Cabinet Lewis Silkin, il ne reconnut pas avoir maltraité les étudiants : « Je trouve très difficile, écrit-il, de me reconnaître dans les descriptions de la lettre et dans le tableau qu'elle dépeint. Cela me désole que mes actions et mes intentions aient pu être mal comprises et décrites de la sorte ».
Sogyal Rinpoché se retire à Bangkok en Thaïlande. Pour l'Unadfi, « il a été démis de ses fonctions et a pris la fuite ». Selon leTelegraph, « La dernière apparition publique de Sogyal a eu lieu le 30 juillet en Thaïlande, lors du septième symposium mondial des jeunes bouddhistes. Son discours, sur le thème de la méditation et de la tranquillité d'esprit, ne faisait aucune mention du scandale qui l'avait englouti. Il y déclare : « Si votre esprit est détendu et à l'aise, peu importe les crises auxquelles vous faites face, vous ne serez pas dérangé. Même lorsque les difficultés surviendront, vous saurez les tourner à votre avantage. »
Selon l'avocat de la congrégation Rigpa Lérab Ling, en janvier 2018, aucune plainte n'était en cours. Le Huffingtonpost, à sa mort le 28 août 2019, rapporte que Sogyal Rinpoché, n’avait pas été inquiété judiciairement malgré les signalements d’une étudiante à la gendarmerie,.

### Pétition des douze auprès du dalaï-lama
Avec Sakyong Mipham Rinpoché, Rigdzin Namkha Gyatso Rinpoché, Tulku Lobsang et Robert Spatz (un citoyen belge associé à Ogyen Kunzang Chöling), Sogyal Rinpoché est un des cinq enseignants du bouddhisme tibétain accusés d’inconduite sexuelle dans une pétition souscrite par un groupe de 12 personnes, dont quatre ont rencontré à leur demande le 14e dalaï-lama en visite aux Pays-Bas en septembre 2018,,. Contacté par Radio Free Asia, Tulku Lobsang déclare n'être informé d'aucune affaire d'inconduite sexuelle concernant lui-même ou son groupe, de même un représentant de Namkha rejette les allégations. Lors de la réunion, qui dure 20 minutes, le dalaï-lama déclare aux participants qu'il abordera la question des agressions sexuelles dans les communautés bouddhistes tibétaines lorsqu'il rencontrera des chefs religieux tibétains en Inde en novembre 2018,, mais à la suite de la mort de Kathok Getse Rinpoché, chef de l'école nyingma du bouddhisme tibétain, cette rencontre est reportée sine die.

## Disciples célèbres
Au nombre des disciples de Sogyal Rinpoché, on trouve Patrick Gaffney (en), Christine Longaker, Charles Tart, Arabella Churchill, Matteo Pistono, Philippe Cornu.
L'artiste du mouvement Fluxus Robert Filliou, un de ses étudiants, suggéra la rencontre de l'artiste allemand Joseph Beuys et de Sogyal Rinpoché qui se produisit le 29 janvier 1982 à Paris, pour préparer l'audience entre Beuys et le 14e dalaï-lama.
Vers 1995, ayant lu son ouvrage Le Livre tibétain de la vie et de la mort, l'actrice Jeanne Moreau assiste à ses conférences et s’intéresse au bouddhisme.
Richard Page et son épouse sont des disciples de Sogyal Rinpoché. Richard Page et Sogyal Rinpoché ont produit une chanson intitulée Natural Great Peace.

## Cinématographie
Sogyal Rinpoché joue le rôle de Khenpo Tenzin, en 1993, dans le film de Bernardo Bertolucci Little Buddha,.
Il apparaît dans The Making of a Modern Mystic de Frank Cvitanovich (en), réalisé pour la BBC en 1993. Il a également fait l'objet du documentaire Sogyal Rinpoché : la sagesse antique pour le monde moderne (Mitgefühl, Weisheit und Humor) du cinéaste allemand Boris Penth, documentaire qui comprend des entretiens avec John Cleese et l'ancien Premier ministre du gouvernement tibétain en exil Samdhong Rinpoché, lequel a été montré au International Buddhist Film Festival (en) de Londres en 1999 et dans d'autres festivals de films à travers le monde. Il apparaît également dans le documentaire de 2008 de Sasha Meyerowitz Teachings on Milarepa.
Sogyal Rinpoché est un des principaux religieux du documentaire d'une heure 28 minutes diffusé le 13 septembre 2022 sur Arte, Bouddhisme, la loi du silence, dans lequel les victimes et témoins de ses différents sévices sexuels et autres s'expriment.

## Publications traduites en français

### Livres
- La voie au-delà des nuages. Un bouddhisme pour notre temps, textes réunis par Doris Wolter, traduction Patrick Mandala, Accarias Originel, 2009,  (ISBN 2863161709)
- Le Livre tibétain de la vie et de la mort, Éditions de La Table Ronde (1993, puis 2003 pour la nouvelle édition augmentée), Éditeur Lgf (2005, nouvelle édition augmentée),  (ISBN 2253067717)
- L'Avenir du bouddhisme, Éditions de La Table Ronde, 2003  (ISBN 2710325942)
- Étincelles d'éveil, Éditions de La Table Ronde, 1995  (ISBN 2710306964)
- Dzogchen et Padmasambhava, Rigpa Publications, 1991

### Avant-propos et préfaces
- Avant-propos de La voie du bouddhisme au fil des jours, Olivier Raurich, Éditions Albin MIchel, 2014,  (ISBN 9782226252401)
- Avant-propos de La Grande Paix de l'esprit, Le 14e dalaï-lama, Éditions de La Table Ronde, 2008,  (ISBN 2710329875)
- Avant-propos de Dzogchen : L'essence du cœur de la Grande Perfection, Le 14e dalaï-lama, The Tertön Sogyal Trust, 2000  (ISBN 9781559392198) et Le Seuil, 2005  (ISBN 2020629283)
- Préface de Trouver l'espoir face à la mort, Christine Longaker, Éditions de La Table Ronde, 1998,  (ISBN 2710308185)
- Préface de Padmasambhava, Philippe Cornu, Éditions du Seuil, 1997